# 影山正彦

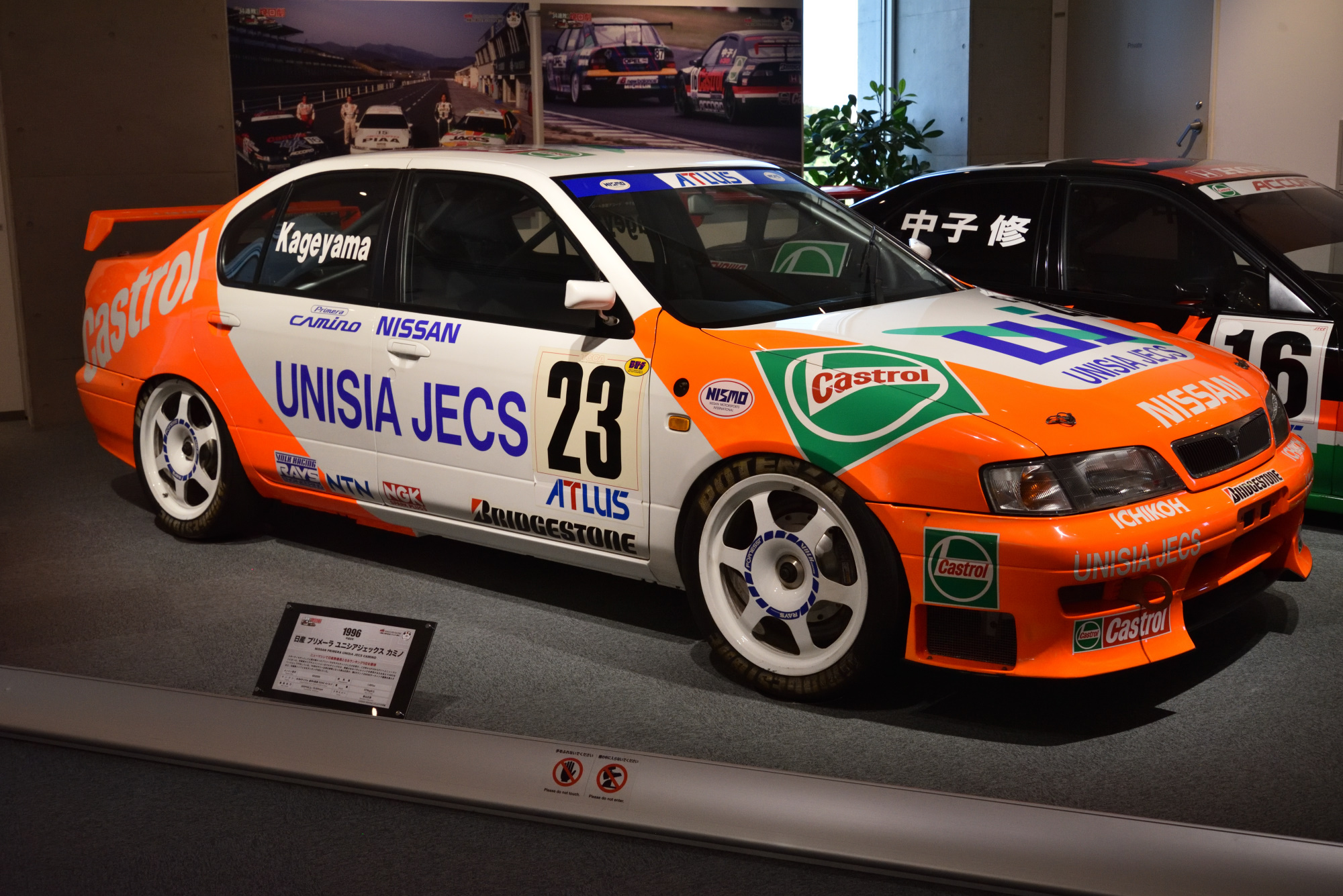
1996年の全日本ツーリングカー選手権参戦マシン。

影山 正彦（かげやま まさひこ、1963年8月8日 - ）は、日本のレーシングドライバー。神奈川県藤沢市出身。血液型はAB型。同じくレーシングドライバーの影山正美は実弟。

## 来歴
16歳でオートバイに乗り始め、18歳で自動車免許を取るとスカイライン・RSに乗り峠道を走るようになった。そこで先輩が出入りしていたタイヤショップがTSサニーでのツーリングカーレースに関わっていたことで初めて富士フレッシュマンレースを観戦し、「これに挑戦したい」と衝撃を受けレースの世界に足を踏み入れた。
1984年、富士フレッシュマンレースでレースデビュー。毎日睡眠3時間でアルバイトに励み資金を作っていたが、1985年を終えると参戦資金が底をつき借金も大きくなったため、レース参戦を辞める決断をする。それまで話を聞いてもらっていた先輩・萩原光に引退報告のあいさつに行ったところ、「レイトンハウスの赤城社長のところに行って話をしてきなよ。」と促され、以後もレースを継続できることになった。影山はこの出来事を「地獄にたさられたひと筋のクモの糸だった。この1本を切らすまいと以後は無我夢中で走った。」と述べている。
レイトンハウスのサポートにより参戦体制が充実し、1986年富士フレッシュマンレース・TS1300クラス（排気量1300㏄のツーリングカーによるクラス）でチャンピオンを獲得。1987年より全日本F3選手権にステップアップする。全日本ツーリングカー選手権では同年からホシノレーシング入りし、大ベテラン北野元とのコンビでR30スカイラインRSターボで参戦した。
1989年にレイトンハウスから参戦した全日本F3で全9戦中5勝を挙げ、シリーズチャンピオンに輝く。
1990年より、国内最高峰フォーミュラの全日本F3000選手権にステップアップ。前年のチャンピオンチームであるステラインターナショナルで小河等とコンビを組んだ。しかしステラでの2年間で6位入賞1回と、常にチャンピオン争いに絡んでいた小河とのタイム差も大きく、F3000への順応には時間を要した。1991年初夏、F1に参戦するイタリアの小規模チーム・コローニから約2億円のスポンサー資金持ち込みを条件にF1参戦を打診されるも、予選通過にも苦しむ同チームの現状からこれを断ったと報じられる（注・10月のF1日本GPでこのコローニから参戦したのは服部尚貴であったが、予備予選不通過に終わっている）。
1993年、同年が最後となったグループA規定の全日本ツーリングカー選手権では星野一義とコンビを組み、カルソニック・インパルの日産・スカイラインGT-Rでシリーズチャンピオンを正彦一人が獲得した。
1994年、この年より本格的にスタートした全日本GT選手権に参戦し、GT1クラス（現在のGT500クラス）のシリーズチャンピオンとなった（なお準備不足・参加台数不足のため公式記録に含まれないが、正彦は前年のシリーズチャンピオンにして初代チャンピオンでもある）。翌1995年も全日本GT・GT1クラスを連覇した。
フォーミュラ・ニッポンにも1996年の発足より参戦し、1998年には2勝を挙げた。またル・マン24時間レースにも1996年より参戦し、1998年に星野一義、鈴木亜久里と組んで日本人3人のチームでは初の表彰台となる3位入賞を果たした。同レースでは弟の正美も他の車両で10位に入った。
以降のレース活動はスーパー耐久などツーリングカーレースでの活動がメインとなっており、2004年にはグループNプラス（現ST5）クラスのシリーズチャンピオンに輝いている。2022年からSHADE RACINGよりST-4クラスに参戦中。
2007年は、INGINGのF3チームの監督に就任。所属ドライバーのロベルト・ストレイトがシリーズ2位となるなどマネージメント手腕を見せた。
2010年代以後はトヨタ自動車の評価ドライバーとして発表前の市販車をプロドライバーの目線から走行テストを担当している。2012年からはTOYOTA GAZOO Racingの一員としてニュルブルクリンク24時間レースに参戦し、2014年にトヨタ・86、2015年にレクサス・LFA Code Xでクラス優勝を収めた。2016年には発売前のトヨタ・C-HRを駆りクラス3位に入った。この他、86/BRZレースのアドバイザーやSUPER GTのGT300クラスに参戦中のK-tunes Racingの監督を務めている。

## 余談
- 自身のヘルメットのデザインは、所属したレイトンハウスの先輩で、同じ神奈川県出身である萩原光のデザイン（AをMに変更したもの）を受け継いでおり、弟の正美は兄の色違いである（兄は青、弟は黄色）。
- かつて発売されていた日産・180SXのテレビコマーシャルで、手の動きだけを演じる「手タレ」として出演した事がある。CM撮影で実際に走った180SXのドライブも本人が担当していた。
- 1995年、フジテレビ『ダウンタウンのごっつええ感じ』の「草野球王」に出演。 近藤真彦のチームとタッグを組み、浜田雅功率いるチーム「Hごっつ」と対戦した。神奈川県立 大船工業技術高校 在学中は野球部に所属しなかった。野球をやっていたのは藤沢市立 秋葉台中学校時代まで。
- 自らオーナーとなって、1991年に結成した草野球チーム　ヤンキースは、2023年をもって廃部状態となる。

## レース戦績
- 1987年
  - 全日本F3選手権（ラルトRT31・トヨタ）（シリーズ9位）
  - 全日本ツーリングカー選手権（シリーズ54位）
- 1988年
  - 全日本F3選手権（#16 LEYTON HOUSE RT-31TOM'S／ラルトRT31・トヨタ）（シリーズ13位）
  - 全日本スポーツプロトタイプカー耐久選手権（シリーズ36位）
- 1989年
  - 全日本F3選手権（#16 LEYTONHOUSE RT-33無限／ラルトRT-33・無限MF204）（シリーズチャンピオン）
  - 全日本ツーリングカー選手権（#1 TRAMPIO SIERRA／フォード・シエラRS500）（シリーズ8位）
- 1990年
  - 全日本F3000選手権（ステラ・インターナショナル #21 ローラT90-50・無限MF308）（シリーズ19位）
  - 全日本ツーリングカー選手権（シリーズ6位）
- 1991年
  - 全日本F3000選手権（ステラ・インターナショナル #20 ローラT91-50・無限MF308）
  - 全日本ツーリングカー選手権（シリーズ7位）
  - 全日本スポーツプロトタイプカー耐久選手権（シリーズ29位）
- 1992年
  - 全日本ツーリングカー選手権（#12 カルソニックスカイライン）（シリーズ8位）
  - 全日本スポーツプロトタイプカー耐久選手権（#24 YHPニッサンR92CP）（シリーズ14位）
- 1993年
  - 全日本GT選手権チャンピオン（NISMO #2 カルソニックGT-R）（注）参加車両2台＋aであり、この年のレース自体も全3戦しか成立していない。
  - 全日本F3000選手権（PIAA NAKAJIMA #14 レイナード93D・無限MF308）（シリーズ10位）
  - 全日本ツーリングカー選手権（#12 カルソニックスカイライン）（シリーズチャンピオン）
- 1994年
  - 全日本GT選手権・GT-1チャンピオン（HOSHINO RACING #1 カルソニックスカイライン）
  - 全日本F3000選手権（PIAA NAKAJIMA #16 レイナード94D・無限MF308）（シリーズ13位）
  - 全日本ツーリングカー選手権<Rd.11〜18>（NISMO #32 カストロールサニー）（シリーズ22位）
- 1995年
  - 全日本GT選手権・GT-1チャンピオン（HOSHINO RACING #1 カルソニックスカイライン）
  - 全日本F3000選手権（NAVI CONNECTION RACING #27 ALEXEL"舘"レイナード/レイナード95D・無限MF308）（シリーズ12位）
- 1996年
  - 全日本GT選手権・GT500 シリーズ4位（TEAM IMPUL #1 カルソニックスカイライン）
  - フォーミュラ・ニッポン（NAVI CONNECTION RACING #27 レイナード96D・無限MF308）（シリーズ14位）
  - 全日本ツーリングカー選手権（NISMO #23 ユニシアジェックス・カミノ）(シリーズ5位・1勝)
- 1997年
  - 全日本GT選手権・GT500 シリーズ19位（NISMO #556 KURE R33）
  - フォーミュラ・ニッポン（TEAM IMPUL #20 レイナード96D＆ローラT95-50・無限MF308）（シリーズ7位）
- 1998年
  - 全日本GT選手権・GT500 シリーズ8位（NISMO #2 ZEXELスカイライン）
  - フォーミュラ・ニッポン（MAZIORA TEAM IMPUL #20 ローラT96-52・無限MF308）（シリーズ4位）
- 1999年
  - 全日本GT選手権・GT500 シリーズ21位（TOYOTA TEAM SARD #39 デンソーサードスープラGT）
  - フォーミュラ・ニッポン シリーズ15位（SPEEDMASTER MOONCRAFT #15 ローラB99-51・無限MF308）（シリーズ15位）
- 2000年
  - 全日本GT選手権・GT500 シリーズ12位（TOYOTA TEAM SARD #39 デンソーサードスープラGT）
  - ル・マン24時間レース・LMP900クラス（TV Asahi Team Dragon #23 パノス・フォードLMP-1スパイダー）
- 2001年
  - 全日本GT選手権・GT500 シリーズ21位（TOYOTA TEAM SARD #39 デンソーサードスープラGT 第1・2戦のみ）
  - フォーミュラ・ニッポン （TAKAGI B-1 CAR倶楽部 #37 レイナード99L・無限MF308）
- 2002年 - 全日本GT選手権・GT500 シリーズ23位（KRAFT #35 プロジェクトμエスペリアスープラ）

### 全日本F3選手権
| 年     | チーム         | エンジン     | 1       | 2      | 3       | 4      | 5      | 6      | 7       | 8     | 9       | 10      | 順位 | ポイント |
| ------ | -------------- | ------------ | ------- | ------ | ------- | ------ | ------ | ------ | ------- | ----- | ------- | ------- | ---- | -------- |
| 1987年 | レイトンハウス | トヨタ・3S-G | SUZ Ret | TSU 10 | FSW 9   | SUZ 25 | SUG 16 | SEN 6  | NIS Ret | TSU 5 | SUZ 13  | SUZ 7   | 9位  | 21       |
| 1988年 | レイトンハウス | トヨタ・3S-G | SUZ 5   | TSU 7  | FSW Ret | SUZ 5  | SUG 10 | TSU 10 | SEN 7   | SUZ 9 | NIS Ret | SUZ Ret | 10位 | 4        |
| 1989年 | レイトンハウス | 無限・MF204  | SUZ 1   | FSW 1  | SUZ 1   | SEN C  | TSU 6  | SUG 1  | TSU 3   | SUZ 1 | NIS Ret | SUZ Ret | 1位  | 49       |

### 全日本ツーリングカー選手権 (JTC)
| 年     | 所属チーム          | 使用車両               | クラス | 1       | 2      | 3      | 4       | 5       | 6       | 7     | 8     | 9       | 順位 | ポイント |
| ------ | ------------------- | ---------------------- | ------ | ------- | ------ | ------ | ------- | ------- | ------- | ----- | ----- | ------- | ---- | -------- |
| 1986年 | レイトンハウス      | メルセデス・ベンツ190E | Div.2  | MIN     | SUG    | TSU    | SEN Ret | FSW Ret | SUZ Ret |       |       |         | NC   | 0        |
| 1987年 | レイトンハウスIMPUL | 日産・スカイライン     | Div.1  | MIN     | SEN 10 | TSU 21 | SUG Ret | FSW Ret | SUZ 9   |       |       |         | 54位 | 6        |
| 1989年 | Object T            | フォード・シエラRS500  | JTC-1  | MIN 19  | SEN 5  | TSU 2  | SUG 3   | SUZ Ret | FSW Ret |       |       |         | 8位  | 60       |
| 1990年 | Object T            | フォード・シエラRS500  | JTC-1  | SUG 4   | SUZ 3  | TSU 5  | SEN Ret |         |         |       |       |         | 6位  | 84       |
| 1990年 | Object T            | 日産・スカイラインGT-R | JTC-1  |         |        |        |         | AUT 3   | FSW Ret |       |       |         | 6位  | 84       |
| 1991年 | Object T            | 日産・スカイラインGT-R | JTC-1  | SUG Ret | SUZ 3  | TSU 4  | SEN Ret | AUT 3   | FSW 2   |       |       |         | 7位  | 98       |
| 1992年 | カルソニックIMPUL   | 日産・スカイラインGT-R | JTC-1  | TAI Ret | AUT 3  | SUG 1  | SUZ Ret | MIN Ret | TSU 1   | SEN 1 | FSW 6 |         | 8位  | 78       |
| 1993年 | カルソニックIMPUL   | 日産・スカイラインGT-R | JTC-1  | MIN 1   | AUT 3  | SUG 2  | SUZ 3   | TAI 1   | TSU 2   | TOK 1 | SEN 1 | FSW Ret | 1位  | 134      |

### 全日本ツーリングカー選手権 (JTCC)
| 年     | 所属チーム | 使用車両                 | 1      | 2        | 3      | 4      | 5      | 6      | 7      | 8      | 9      | 10     | 11       | 12      | 13       | 14     | 15       | 16       | 17      | 18      | 順位 | ポイント |
| ------ | ---------- | ------------------------ | ------ | -------- | ------ | ------ | ------ | ------ | ------ | ------ | ------ | ------ | -------- | ------- | -------- | ------ | -------- | -------- | ------- | ------- | ---- | -------- |
| 1994年 | NISMO      | 日産・サニー             | OAR1   | OAR2     | SUG1   | SUG2   | TOK1   | TOK2   | SUZ1   | SUZ2   | MIN1   | MIN2   | TAI1 21  | TAI2 10 | TSU1 Ret | TSU2 3 | SEN1 Ret | SEN2 DNS | FSW1 14 | FSW2 18 | 22位 | 10       |
| 1996年 | NISMO      | 日産・プリメーラ・カミノ | FSW1 7 | FSW2 Ret | SUG1 8 | SUG2 9 | SUZ1 4 | SUZ2 6 | MIN1 4 | MIN2 1 | SEN1 7 | SEN2 6 | TOK1 Ret | TOK2 18 | FSW1 3   | FSW2 7 |          |          |         |         | 5位  | 63       |

### 全日本GT選手権
| 年     | 所属チーム          | 使用車両               | クラス | 1       | 2       | 3       | 4      | 5       | 6       | 7       | 8      | 順位 | ポイント |
| ------ | ------------------- | ---------------------- | ------ | ------- | ------- | ------- | ------ | ------- | ------- | ------- | ------ | ---- | -------- |
| 1993年 | NISMO               | 日産・スカイラインGT-R | GT1    | FSW 1   | FSW 1   | SUZ -   | FSW 1  |         |         |         |        | 1位  | 27       |
| 1994年 | HOSHINO RACING      | 日産・スカイラインGT-R | GT1    | FSW 1   | SEN 2   | FSW 2   | SUG 4  | MIN 4   |         |         |        | 1位  | 70       |
| 1995年 | HOSHINO RACING      | 日産・スカイラインGT-R | GT1    | SUZ 1   | FSW 10  | SEN 2   | FSW 7  | SUG 2   | MIN 3   |         |        | 1位  | 67       |
| 1996年 | TEAM IMPUL          | 日産・スカイラインGT-R | GT500  | SUZ 8   | FSW 5   | SEN 5   | FSW 1  | SUG 2   | MIN Ret |         |        | 4位  | 54       |
| 1997年 | NISMO               | 日産・スカイラインGT-R | GT500  | SUZ 5   | FSW Ret | SEN 14  | FSW 9  | MIN Ret | SUG Ret |         |        | 19位 | 10       |
| 1998年 | NISMO               | 日産・スカイラインGT-R | GT500  | SUZ Ret | FSW C   | SEN 2   | FSW 7  | TRM 11  | MIN 5   | SUG 9   |        | 8位  | 29       |
| 1999年 | TOYOTA TEAM SARD    | トヨタ・スープラ       | GT500  | SUZ 16  | FSW 15  | SUG Ret | MIN 7  | FSW 10  | TAI 13  | TRM Ret |        | 22位 | 5        |
| 2000年 | トヨタチーム サード | トヨタ・スープラ       | GT500  | TRM 10  | FSW Ret | SUG 6   | FSW 2  | TAI Ret | MIN 8   | SUZ 16  |        | 12位 | 25       |
| 2001年 | トヨタチーム サード | トヨタ・スープラ       | GT500  | TAI 7   | FSW 7   | SUG     | FSW    | TRM     | SUZ     | MIN     |        | 21位 | 8        |
| 2002年 | KRAFT               | トヨタ・スープラ       | GT500  | TAI 17  | FSW 10  | SUG Ret | SEP 12 | FSW 10  | TRM 15  | MIN 10  | SUZ 12 | 25位 | 3        |

### 全日本F3000選手権/フォーミュラ・ニッポン
| 年     | 所属チーム               | 1       | 2       | 3       | 4       | 5       | 6       | 7       | 8       | 9       | 10      | 11      | 順位 | ポイント |
| ------ | ------------------------ | ------- | ------- | ------- | ------- | ------- | ------- | ------- | ------- | ------- | ------- | ------- | ---- | -------- |
| 1990年 | ステラインターナショナル | SUZ 15  | FSW DNS | MIN 6   | SUZ Ret | SUG 11  | FSW Ret | FSW Ret | SUZ Ret | FSW Ret | SUZ 9   |         | 19位 | 1        |
| 1991年 | ステラインターナショナル | SUZ Ret | AUT 17  | FSW 11  | MIN Ret | SUZ 13  | SUG Ret | FSW 16  | SUZ 13  | FSW C   | SUZ Ret | FSW DNS | NC   | 0        |
| 1993年 | NAKAJIMA PLANNING        | SUZ 12  | FSW 8   | MIN 6   | SUZ Ret | AUT C   | SUG 2   | FSW C   | FSW 8   | SUZ Ret | FSW Ret | SUZ 11  | 9位  | 7        |
| 1994年 | NAKAJIMA PLANNING        | SUZ 16  | FSW Ret | MIN 11  | SUZ Ret | SUG 9   | FSW Ret | SUZ 5   | FSW Ret | FSW 11  | SUZ 8   |         | 13位 | 2        |
| 1995年 | NAVI CONNECTION RACING   | SUZ 3   | FSW C   | MIN 8   | SUZ Ret | SUG Ret | FSW 6   | TOK Ret | FSW Ret | SUZ Ret |         |         | 12位 | 5        |
| 1996年 | NAVI CONNECTION RACING   | SUZ Ret | MIN Ret | FSW Ret | TOK Ret | SUZ 16  | SUG 12  | FSW Ret | MIN 9   | SUZ 7   | FSW 3   |         | 14位 | 4        |
| 1997年 | TEAM IMPUL               | SUZ Ret | MIN Ret | FSW 5   | SUZ 2   | SUG 3   | FSW Ret | MIN 15  | TRM Ret | FSW 12  | SUZ 3   |         | 7位  | 16       |
| 1998年 | MAZIORA TEAM IMPUL       | SUZ 1   | MIN Ret | FSW Ret | TRM 8   | SUZ 1   | SUG Ret | FSW     | MIN Ret | FSW Ret | SUZ 6   |         | 4位  | 21       |
| 1999年 | SPEEDMASTER MOONCRAFT    | SUZ Ret | TRM 12  | MIN Ret | FSW 13  | SUZ Ret | SUG 13  | FSW Ret | MIN 6   | TRM 12  | SUZ 13  |         | 15位 | 1        |
| 2001年 | TAKAGI B-1               | SUZ 12  | TRM Ret | MIN Ret | FSW 10  | SUZ Ret | SUG 14  | FSW 16  | MIN Ret | TRM Ret | SUZ Ret |         | NC   | 0        |

### ル・マン24時間レース
| 年     | チーム                      | コ・ドライバー            | 車                           | クラス | 周回 | 総合順位 | クラス順位 |
| ------ | --------------------------- | ------------------------- | ---------------------------- | ------ | ---- | -------- | ---------- |
| 1995年 | NISMO                       | 星野一義 鈴木利男         | 日産 NISMO・GT-R LM          | GT1    | 157  | DNF      | DNF        |
| 1996年 | NISMO                       | 鈴木亜久里 近藤真彦       | 日産 NISMO・GT-R LM          | GT1    | 209  | DNF      | DNF        |
| 1997年 | NISMO TWR                   | 星野一義 エリック・コマス | 日産・R390 GT1               | GT1    | 294  | 12位     | 5位        |
| 1998年 | NISMO TWR                   | 星野一義 鈴木亜久里       | 日産・R390 GT1               | GT1    | 347  | 3位      | 3位        |
| 2000年 | テレビ朝日 チーム・ドラゴン | 鈴木利男 影山正美         | パノス・LMP-1 ロードスター-S | LMP900 | 340  | 6位      | 6位        |